# Chrome Web Store
Chrome Web Store (viết tắt: CWS) là cửa hàng Chrome trực tuyến của Google dành cho trình duyệt web. Tính đến năm 2019, CWS lưu trữ khoảng 190.000 tiện ích mở rộng và ứng dụng web.

## Lịch sử
CWS được công bố công khai vào tháng 12 năm 2010, và được phát hành vào ngày 11 tháng 2 năm 2011 cùng với Google Chrome 9.0. Tính đến tháng 6 năm 2012, đã có tổng cộng 750 triệu lượt cài đặt nội dung được lưu trữ trên CWS.
Một số nhà phát triển tiện ích mở rộng đã bán tiện ích của họ cho các bên thứ ba, sau đó đã kết hợp phần mềm quảng cáo. Vào năm 2014, Google đã gỡ bỏ 2 tiện ích mở rộng như vậy khỏi CWS sau khi nhiều người dùng phàn nàn về các quảng cáo không mong muốn. Google thừa nhận rằng khoảng 5% lượt truy cập vào các trang web của chính họ đã bị thay đổi bởi các tiện ích mở rộng với tiện ích quảng cáo.

## Malware
Malware vẫn là một vấn đề trên CWS. Vào tháng 1 năm 2018 đã phát hiện 4 tiện ích mở rộng độc hại trên CWS với hơn 500.000 lượt tải xuống.
Chrome được sử dụng để cho phép các tiện ích được lưu trữ trên CWS cũng được cài đặt trên trang web của nhà phát triển tiện ích mở rộng. Vì lý do bảo mật, các tiện ích của bên thứ ba đã bị gỡ bỏ vào năm 2018.